# Bôr

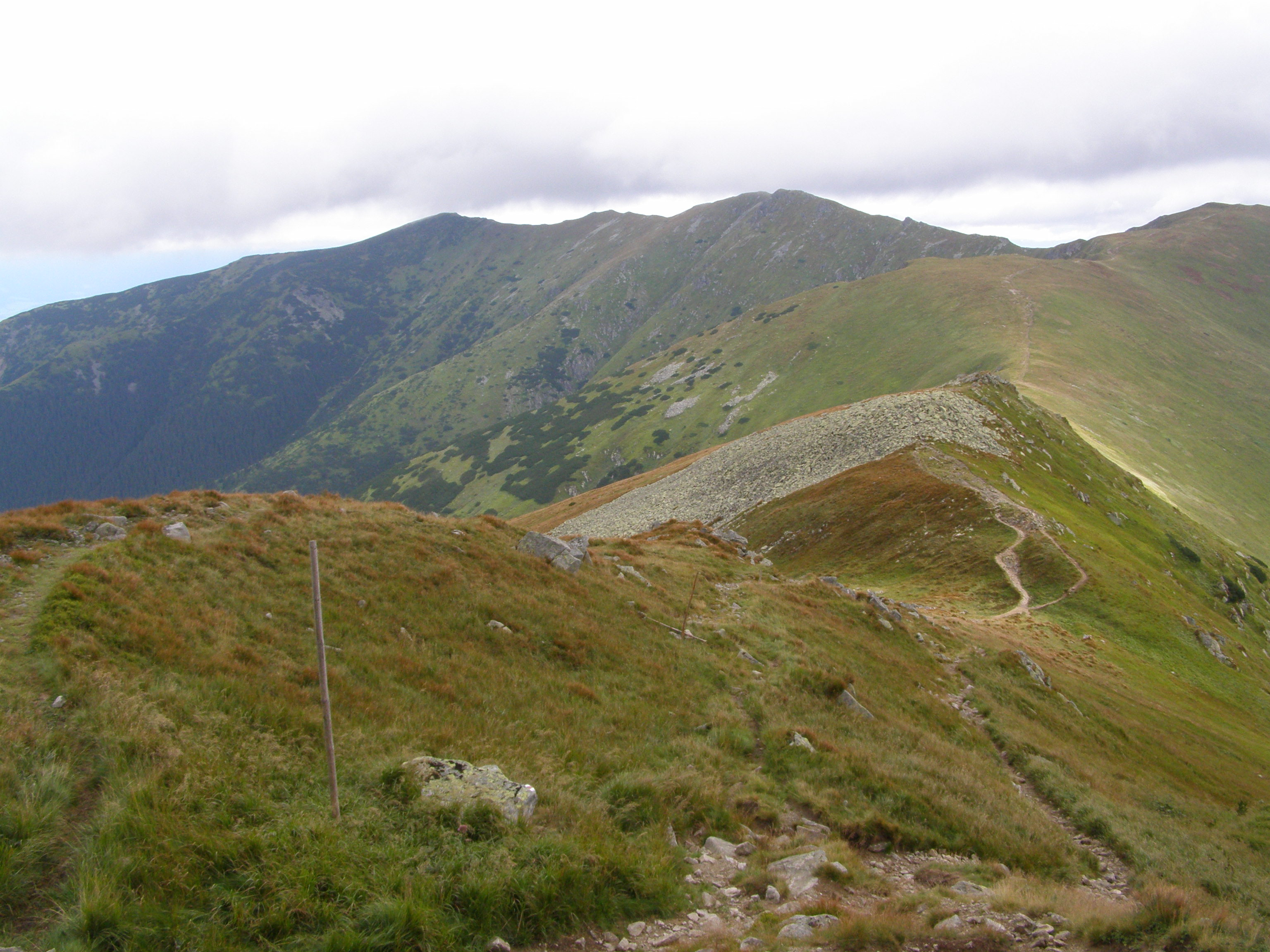
Widok na Bôr od południowej strony

Bôr (też: Bory, Bôry; 1888 m) – szczyt w Niżnych Tatrach na Słowacji.

## Położenie
Leży w zachodniej części Niżnych Tatr, w tzw. Dumbierskich Tatrach, w bocznym ramieniu oddzielającym się w Polanie (1890 m) od głównego grzbietu niżnotatrzańskiego. Grzbiet ten biegnie w kierunku północnym poprzez szczyty Zákľuky (1915 m) i Bôr i rozdzielając górne części dolin: Demianowskiej na wschodzie i Krzyskiej na zachodzie. Wierzchołek Bôru leży ok. 2 km na północ od szczytu Polany. Jest zwornikiem; na jego wierzchołku grzbiet rozdziela się na dwa ramiona obejmujące dolinę Mošnica będącą odnogą Doliny Krzyskiej.

## Geologia, morfologia
Masyw Bôru, podobnie jak i cały główny grzbiet Dumbierskich Tatr budują granity typu „dumbierskiego”. Ze względu na dużą odporność tych skał masyw ma obłe kształty, o wyrównanym przebiegu linii grzbietowej oraz dość łagodnie urzeźbionych stokach. Tym niemniej na grzbiecie w wielu miejscach występują grupy skał, a na zboczach liczne żlebki. U podnóży masywu niewielkie kociołki i nisze niwalne są pozostałością dawnego zlodowacenia.

## Ślady dawnego górnictwa
Stoki Bôru – zwłaszcza od strony Doliny Krzyskiej – były w XVII i XVIII w. terenem intensywnej eksploatacji górniczej. Hałdy skały płonnej, pozostałe po wydobyciu rudy żelaza, są rozpoznawalne w wielu miejscach do dziś. Z okresem tym wiąże się dawna ludowa nazwa góry: Halny (na starszych mapach: Borhalmi).

## Ochrona przyrody
Bôr leży na obszarze Parku Narodowego Niżne Tatry. Jego stoki aż po główny grzbiet są jedną z głównych ostoi kozic w Niżnych Tatrach.

## Turystyka
Przez szczyt Bôru, grzbietem wspomnianego ramienia, prowadzi znakowany kolorem żółtym szlak turystyczny z Doliny Demianowskiej na Polanę. Z uwagi na wymogi ochrony przyrody (ostoja kozic) szlak ten jest corocznie zamykany od 16 października do 30 czerwca.
Szlak turystyczny
 Dolina Demianowska (parking przy Demianowskiej Jaskini Wolności) – Sedlo Sinej – Bôr – Zákľuky – Poľana. Czas przejścia 3.40 h, ↓ 2.45  h